# Callaghan (Virginia)
Callaghan es un lugar designado por el censo situado en el condado de Alleghany, Virginia  (Estados Unidos). Según el censo de 2010 tenía una población de 348 habitantes.

## Demografía
Según el censo de 2010, Callaghan tenía una población en la que el 90,5% eran blancos; el 8,6% afroamericanos; el 0,0% eran indios americanos y nativos de Alaska; el 0,0% eran asiáticos; el 0,0% hawaianos y otros isleños del Pacífico; el 1,4% de otra raza, y el 0,9% a partir de dos o más razas. El 0,9% del total de la población eran hispanos o latinos de cualquier raza.